# Milaan-San Remo 1908
Milaan-San Remo 1908 is een wielerwedstrijd die op 5 april 1908 werd verreden in Italië.
De Belg Cyrille Van Hauwaert won Milaan-San Remo in 1908. Hij reed ze toen allen uit het wiel, ook Henri Lignon, die stand hield tot aan de Passo del Turchino. Eens daar had hij zijn volle rekening en Van Hauwaert liep 17 minuten vooruit op Luigi Ganna, André Pottier, Augustin Ringeval, Louis Trousselier en nog een paar anderen. Slechts 14 renners eindigden deze uiterst lastige koers als gevolg van overvloedige sneeuwval. Als training voor Milaan-San Remo had Cyrille Van Hauwaert de weg van Moorslede naar Milaan per fiets afgelegd. Vanaf Parijs kreeg hij het gezelschap van Georges Cadolle, Ringeval en Lignon die verder meereden tot in Milaan. Van Hauwaert was de eerste Belg die de Primavera won.

## Deelnemende ploegen
| Alcyon  | Bianchi |
| Atala   | Dei     |
| Peugeot |         |

## Uitslag
| Milaan-San Remo 1908 |                      |                |            |
| Plaats               | Naam                 | Ploeg          | tijd       |
| Winnaar              | Cyrille Van Hauwaert | Alcyon-Dunlop  | 11u33'00"  |
| 2                    | Luigi Ganna          | Atala          | + 3'30"    |
| 3                    | André Pottier        | Peugeot-Wolber | + 6'25"    |
| 4                    | Augustin Ringeval    | Alcyon-Dunlop  | + 17'40"   |
| 5                    | Louis Trousselier    | Alcyon-Dunlop  | + 33'00"   |
| 6                    | Marcel Lequatre      | Alcyon-Dunlop  | + 47'00"   |
| 7                    | Giovanni Rossignoli  | Bianchi        | + 1u05'00" |
| 8                    | Jean Morini          | Individueel    | + 1u26'00" |
| 9                    | Carlo Andreoli       | Individueel    | + 1u26'30" |
| 10                   | Clemente Canepari    | Bianchi        | + 1u36'30" |
| 11                   | Andrea Massironi     | Dei            | + 1u52'00" |
| 12                   | Vincenzo Cravotto    | Individueel    | + 2u02'00" |
| 13                   | Giuseppe Algeri      | Individueel    | + 2u12'00" |
| 14                   | Emilio Bruschi       | Individueel    | + 3u12'00" |

1907 · 1908 · 1909 · 1910 · 1911 · 1912 · 1913 · 1914 · 1915 · 1916 · 1917 · 1918 · 1919 · 1920 · 1921 · 1922 · 1923 · 1924 · 1925 · 1926 · 1927 · 1928 · 1929 · 1930 · 1931 · 1932 · 1933 · 1934 · 1935 · 1936 · 1937 · 1938 · 1939 · 1940 · 1941 · 1942 · 1943 · 1944 · 1945 · 1946 · 1947 · 1948 · 1949 · 1950 · 1951 · 1952 · 1953 · 1954 · 1955 · 1956 · 1957 · 1958 · 1959 · 1960 · 1961 · 1962 · 1963 · 1964 · 1965 · 1966 · 1967 · 1968 · 1969 · 1970 · 1971 · 1972 · 1973 · 1974 · 1975 · 1976 · 1977 · 1978 · 1979 · 1980 · 1981 · 1982 · 1983 · 1984 · 1985 · 1986 · 1987 · 1988 · 1989 · 1990 · 1991 · 1992 · 1993 · 1994 · 1995 · 1996 · 1997 · 1998 · 1999 · 2000 · 2001 · 2002 · 2003 · 2004 · 2005 · 2006 · 2007 · 2008 · 2009 · 2010 · 2011 · 2012 · 2013 · 2014 · 2015 · 2016 · 2017 · 2018 · 2019 · 2020 · 2021 · 2022 · 2023 · 2024 · 2025
Lijst van beklimmingen